# تلافی گسترده

در صورت حمله از سوی یک متجاوز، یک دولت با استفاده از نیرویی نامتناسب با اندازه حمله، به طور گسترده تلافی خواهد کرد.

تلافی گسترده (انگلیسی: Massive retaliation) تلافی‌جویی گسترده، که با نام‌های پاسخ گسترده یا بازدارندگی گسترده نیز شناخته می‌شود، یک دکترین نظامی و استراتژی هسته‌ای است که در آن، یک کشور خود را متعهد می‌کند در صورت حمله، با نیروی بسیار بیشتری تلافی کند. این رویکرد با سیاست امنیت ملی ایالات متحده در دوران دولت آیزنهاور در مراحل اولیه جنگ سرد مرتبط است.

## استراتژی
در صورت حمله از سوی یک متجاوز، یک کشور با نیرویی بسیار نامتناسب با اندازه حمله، احتمالاً با استفاده از سلاح‌های هسته‌ای در مقیاس گسترده، پاسخ خواهد داد.
هدف از تلافی‌جویی گسترده، بازداشتن کشور دیگر از حمله اولیه است. برای اینکه چنین استراتژی‌ای مؤثر باشد، باید به اطلاع همه متجاوزان احتمالی برسد و آنها باید باور کنند که آن کشور مایل و قادر به انجام ضربه دوم در صورت حمله است.
تلافی‌جویی گسترده بر اساس همان اصول نابودی حتمی طرفین عمل می‌کند، با این شرط مهم که حتی یک حمله متعارف جزئی به یک کشور هسته‌ای می‌تواند منجر به تلافی‌جویی هسته‌ای تمام‌عیار شود.

## تاریخچه
مفهوم تلافی‌جویی گسترده با تصویب در اکتبر ۱۹۵۳ توسط دوایت آیزنهاور به سیاست ایالات متحده تبدیل شد. در این قانون آمده بود که برای دفاع در برابر تجاوز شوروی، ایالات متحده به «یک موضع نظامی قوی، با تأکید بر توانایی تحمیل خسارات تلافی‌جویانه گسترده توسط قدرت تهاجمی و ضربه‌ای» نیاز دارد.
تلافی‌جویی گسترده بخشی از سیاست امنیت ملی گسترده‌تر آیزنهاور با رویکرد جدید بود که تلاش می‌کرد تعادلی بین اقتصاد سالم و قدرت نظامی برقرار کند. هزینه‌های نظامی را می‌توان با تکیه بیشتر بر سلاح‌های هسته‌ای به عنوان جایگزینی برای قدرت نظامی متعارف، تا حد زیادی کاهش داد.
این سیاست در سخنرانی جان فاستر دالس، وزیر امور خارجه دولت آیزنهاور، در ۱۲ ژانویه ۱۹۵۴، جنجال عمومی ایجاد کرد:
ما به متحدان و امنیت جمعی نیاز داریم. هدف ما این است که این روابط را مؤثرتر و کم‌هزینه‌تر کنیم. این کار را می‌توان با تکیه بیشتر بر قدرت بازدارنده و وابستگی کمتر به قدرت دفاعی محلی انجام داد… دفاع محلی همیشه مهم خواهد بود. اما هیچ دفاع محلی وجود ندارد که به تنهایی بتواند قدرت زمینی قدرتمند جهان کمونیست را مهار کند. دفاع‌های محلی باید با بازدارندگی بیشتر قدرت تلافی‌جویانه گسترده تقویت شوند. یک متجاوز بالقوه باید بداند که همیشه نمی‌تواند شرایط نبردی را که مناسب اوست، تجویز کند.
اگرچه دالس صراحتاً از کلمات «تلافی گسترده» استفاده نکرد، سخنرانی او این تصور را ایجاد کرد که هر میزان تجاوز شوروی ممکن است ایالات متحده را به جنگ هسته‌ای کامل تحریک کند. این سخنرانی احساس خشم و تردید را در میان مردم آمریکا و متحدانش برانگیخت. با این حال، دولت آیزنهاور هیچ تصمیمی برای تکیه انحصاری بر تهدید بمباران هسته‌ای استراتژیک نگرفت، همان‌طور که با واکنش‌های انعطاف‌پذیر آن به بحران‌های مختلف مانند جنگ اول هندوچین، تنگه تایوان، بحران سوئز و بحران ۱۹۵۸ لبنان نشان داده شد.
آیزنهاور به جنگ هسته‌ای «محدود» اعتقادی نداشت. او معتقد بود که هرگونه جنگ عمومی بین ایالات متحده و اتحاد جماهیر شوروی به جنگ هسته‌ای تمام عیار تبدیل خواهد شد. تا سال ۱۹۵۵، هر دو کشور بمب‌های هیدروژنی داشتند که بسیار مخرب‌تر از سلاح‌های شکافت هسته‌ای قبلی بودند. آیزنهاور در مورد نتایج احتمالی جنگ هسته‌ای بسیار بدبین بود، زیرا در سال ۱۹۵۴ گفته بود: «جنگ اتمی تمدن را نابود خواهد کرد. میلیون‌ها نفر کشته خواهند شد، اگر کرملین و واشینگتن درگیر جنگی شوند، نتایج آن وحشتناک‌تر از آن است که بتوان تصور کرد.»
هدف نهایی سیاست تلافی‌جویانه گسترده، جلوگیری از وقوع جنگ در وهله اول بود، به ویژه با جلوگیری از تجاوز به اروپای غربی که فاقد نیروهای متعارف کافی برای مقابله با ارتش عظیم شوروی بود.

## انتقاد
دو عضو شرکت رند کورپوریشن از این دکترین به عنوان تهاجمی بودن بیش از حد و مشابه ضربه اول انتقاد کردند. هرمن کان تأکید کرد که بسیاری از برنامه‌ریزان نظامی که به «ضربه اول باشکوه» پایبند بودند، معتقد بودند که اگر شوروی‌ها ایالات متحده را تحریک کنند، باید در «زمان و مکانی که ما انتخاب می‌کنیم» یک ضربه بزرگ وارد کنند. این «نظریه تلافی‌جویی گسترده» است که توسط دالس بیان شده است.
به همین ترتیب، برنارد برودی خاطرنشان کرد که دکترین دالس «منعکس‌کننده نارضایتی نظامی مشخصی است، نارضایتی‌ای که قبلاً در جلسات استماع مک‌آرتور آشنا شده بود.» این هیچ چیز جدیدی در مورد دفاع از آمریکا یا اروپا نشان نمی‌داد، اما شگفت‌انگیز بود زیرا به نظر می‌رسید که خویشتن‌داری را که نماد آن کره برای مناطقی با منافع حیاتی نبود، رد می‌کرد. در صورت وقوع حادثه مشابه کره، دکترین دالس چیزی بیش از بمباران ارتش‌های کره شمالی با سلاح‌های هسته‌ای حرارتی را در بر می‌گرفت. به نظر می‌رسد که ما مصمم به راه‌اندازی «یک حمله بمباران هسته‌ای استراتژیک تمام‌عیار به چین!» هستیم و «احتمالاً باید اتحاد جماهیر شوروی را نیز در نظر بگیریم.» برودی نتیجه می‌گیرد که دکترین دالس «البته یک جنگ پیشگیرانه است، با این تفاوت که ما منتظر یک بهانه، یک تحریک بوده‌ایم» و از این رو زمان آن کاملاً به انتخاب ما نیست.